# Ламрисс, Абдельмаджид
Абдельмаджид Ламрисс (араб. عبد المجيد لمريس‎}; род. 12 февраля 1959, Рабат) — марокканский футболист, играл на позиции защитника, участник чемпионата мира 1986 года.

## Биография

### Клубная карьера
Ламрисс начинал карьеру в клубе «Мулудия» из Марракеша, за который играл в течение трёх сезонов. Затем он перешёл в ФАР, за который играл в течение девяти сезонов, выиграл 3 чемпионских титула и 3 Кубка Марокко. 

### Карьера в сборной
В составе сборной Марокко принимал участие на олимпийском турнире 1984 года, где сыграл в трёх матчах группового этапа со сборными ФРГ (0:2), Саудовской Аравии (1:0) и Бразилии (0:2) и марокканцы с 2 очками не вышли из группы.
Принимал участие на чемпионате мира 1986 года, где сыграл во всех матчах группового этапа и в 1/4 финальном матче со сборной ФРГ (0:1). Помимо этого, Ламрисс был участником Кубка африканских наций 1986 года и Кубка африканских наций 1988 года.
Всего за сборную Марокко сыграл 48 матчей, в которых не отметился забитыми мячами.

## Достижения
ФАР
- Чемпион Марокко (3) : 1983/84, 1986/87, 1988/89
- Обладатель Кубка Марокко (3) : 1983/84, 1984/85, 1985/86